# Бартник, Эва
Эва Мария Бартник (пол. Ewa Maria Bartnik, род. 15 декабря 1949, Варшава) — польский биолог, профессор биологических наук, преподаватель университета и популяризатор науки. 
Первоначально она изучала биологию в Варшавском университете, впоследствии получила докторскую степень и хабилитацию. В 1993 году она была назначена профессором биологических наук. Свою профессиональную карьеру она начала на кафедре генетики Варшавского университета, затем работала в Институте генетики и биотехнологии и в Институте биохимии и биофизики Польской академии наук. Её исследования касались вопросов молекулярной биологии и генетики, включая изучение митохондриальной ДНК. Она занимала пост Генерального секретаря Польского генетического общества, стала заместителем председателя Комитета генетики человека и молекулярной патологии Польской академии наук и была членом Центральной комиссии по степеням и званиям. Она является соавтором учебников биологии для средних школ и академических учебников, а также представляла Польшу в экспертной группе по естественным наукам Международной программы по оценке образовательных достижений учащихся (PISA).
Эва Мария Бартник также является популяризатором науки. В 2008 году Польская ассоциация научных журналистов вручила ей почётную награду для учёных, дружественно относящихся к СМИ.
В 2012 году президент Бронислав Коморовский наградил Эву Марию Бартник Рыцарским крестом Ордена Возрождения Польши за выдающиеся достижения в научных исследованиях, преподавательскую деятельность, вклад в науку в Польше и во всём мире, а также поддержку международного научного сотрудничества.